# 聖米格爾奇卡赫
聖米格爾奇卡赫（西班牙語：San Miguel Chicaj），是危地馬拉的城鎮，位於該國中部，由下維拉帕斯省負責管轄，始建於1803年，面積300平方公里，海拔高度944米，2002年人口23,201，人口密度每平方公里77.34人。
15°06′N 90°24′W / 15.100°N 90.400°W